# Klaus Wolf (Politiker, 1924)
Klaus Wolf (* 8. März 1924 in Stollberg/Erzgeb.) ist ein ehemaliger deutscher Politiker und Funktionär der DDR-Blockpartei Demokratische Bauernpartei Deutschlands (DBD).

## Leben
Klaus Wolf besuchte in Chemnitz die Landwirtschaftsschule und war danach als Landwirtschaftsgehilfe tätig. Unmittelbar nach Kriegsende wurde ihm die Leitung des Staatsgutes Jahnsdorf übertragen. Durch die Bodenreform wurde er 1946 Neubauer in Jahnsdorf. 1950 trat er in die DBD ein und wurde in den sächsischen Landtag in Dresden gewählt.
Von 1958 bis 1963 war er Mitglied der DBD-Fraktion der Volkskammer der DDR.